# Tiziano Panozzo
Tiziano Panozzo (Roana, 26 marzo 1949) è un ex calciatore italiano, di ruolo attaccante.

## Caratteristiche tecniche
Giocava come ala.

## Carriera

### Giocatore

#### Gli inizi e la Serie B al Taranto
Inizia la carriera nel Marzotto Valdagno, esordendo a 18 anni in Serie C nella stagione 1967-1968; dopo aver fatto 2 presenze nell'annata d'esordio trova maggiore continuità in campo nella stagione 1968-1969, durante la quale realizza i suoi primi 2 gol in carriera a livello professionistico giocando in totale 15 partite. Passa quindi al Lanerossi Vicenza, società di Serie A, con cui nella stagione 1969-1970 pur facendo parte della rosa della prima squadra non scende mai in campo in partite ufficiali. A fine anno fa ritorno al Marzotto Valdagno, con la cui maglia segna 5 gol in 33 partite in Serie D. Passa quindi al Martina, dove nella stagione 1971-1972 totalizza 38 presenze e 10 gol nel campionato di Serie C. Rimane in Puglia anche nella stagione 1972-1973, trascorsa con la maglia del Taranto nel campionato di Serie B. Fa il suo esordio in gare ufficiali con la squadra pugliese il 30 agosto 1972 in Taranto-Brindisi (0-0), partita di Coppa Italia. L'esordio in Serie B arriva invece alla quarta giornata di campionato, l'8 ottobre, quando all'88' subentra al compagno di squadra Angelo Paina nella partita pareggiata per 1-1 sul campo del Lecce. La settimana successiva gioca invece la sua prima partita da titolare nella serie cadetta contro il Mantova (1-1 il risultato finale): nel corso dell'incontro realizza anche il suo primo gol con la maglia del Taranto (oltre che primo gol in carriera in Serie B) pareggiando al 31' la rete del mantovano Tonchini. Successivamente perde il posto da titolare, che ritrova momentaneamente nel periodo a cavallo tra il girone d'andata e quello di ritorno, nel quale segna anche due reti in due partite consecutive, il 30 dicembre 1972 contro il Cesena ed il 7 gennaio 1973 contro la Reggina. Nel finale di stagione pur giocando molte altre partite da titolare segna un'unica altra rete, chiudendo così la stagione con 2 presenze in Coppa Italia e 30 presenze con 4 reti in campionato. Rimane al Taranto anche nella stagione 1973-1974, giocata sempre in Serie B; inizia la stagione segnando un gol nell'unica partita di Coppa Italia da lui giocata, il 9 settembre 1973 contro il Lanerossi Vicenza, sua ex squadra. In campionato gioca da titolare le prime e le ultime giornate, rimanendo spesso in panchina nella fase centrale del torneo; il suo bilancio totale è di 16 partite e 3 gol, 2 dei quali arrivati nelle ultime tre giornate del torneo, che vede il Taranto classificarsi al quinto posto in classifica. Viene riconfermato dai rossoblù anche per la stagione successiva, nella quale gioca 2 partite in Coppa Italia ed una sola partita (da titolare) in campionato, il 20 ottobre 1974 a Pescara (2-0); pochi giorni più tardi nella sessione invernale di calciomercato passa alla Turris, squadra di Serie C. Chiude quindi la sua esperienza al Taranto con un totale di 47 presenze e 7 reti in campionato più 5 presenze ed un gol in Coppa Italia, per un totale di 52 presenze ed 8 gol.

#### Turris e la vittoria del campionato a Pistoia
Con la Turris nella stagione 1974-1975 realizza 4 gol in 17 presenze in Serie C, mentre l'anno successivo va in doppia cifra, segnando 10 gol in 37 partite in terza serie. Con i Corallini partecipa anche alla Coppa Anglo-Italiana del 1977. Nell'estate dello stesso anno viene ceduto alla Pistoiese, sempre in Serie C. Con la squadra toscana vince per la prima volta in carriera il campionato di terza serie, successo a cui contribuisce con 7 gol realizzati nell'arco delle 27 partite giocate. Gli Arancioni lo riconfermano in rosa anche per la stagione 1977-1978 (nella quale Panozzo gioca 6 partite in cadetteria), salvo poi cederlo nella sessione di calciomercato di ottobre.

#### Gli ultimi anni in Serie C1
La Pistoiese lo trasferisce al Chieti, società di Serie C che verrà ammessa al nascente campionato di Serie C1 anche grazie ai 5 centri in 25 partite di Panozzo. Rimane in Abruzzo solo fino a fine anno, dato che nell'estate del 1978 lo acquista la Triestina. Con la squadra alabardata nella sua prima stagione realizza 12 gol in 32 partite in Serie C1 ed anche un gol nello spareggio promozione perso per 3-1 contro il Parma sul campo neutro di Vicenza; l'anno successivo prende ancora parte alla Coppa Anglo-Italiana, che vince, e realizza 3 gol in 23 partite in Serie C1. A fine anno la Triestina lo cede al Mantova: con la squadra lombarda l'attaccante gioca 14 partite in Serie C1 senza mai segnare, ed a fine anno si ritira dal calcio giocato.
In carriera ha giocato in totale 47 partite con 7 gol in Serie B e 210 partite con 53 gol fra Serie C e Serie C1.

### Allenatore
Nella stagione 2001-2002 ha allenato la squadra veneta del Gallio, in Terza Categoria. Dal 18 luglio 2014 è coordinatore del settore giovanile ed allenatore della scuola calcio della neonata società Unione Calcio Sette Comuni, dopo che dal 2012 al 2014 aveva ricoperto un analogo incarico nel Canove.

## Palmarès

### Giocatore

#### Competizioni nazionali
- Serie C: 1

Pistoiese: 1976-1977

#### Competizioni internazionali
- Coppa Anglo-Italiana: 1

Triestina: 1980